# Ruun
Ruun är det norska black metal-bandet Enslaveds nionde album. Den släpptes den 8 maj 2006. Den fick 2006 Norges Spellemann-pris för bästa album i genren "Metal".

## Låtlista
1. "Entroper" (Kjetil Tvedte Grutle/Ivar Skontorp Peersen) – 6:21
2. "Path to Vanir" (Grutle/Peersen) – 4:25
3. "Fusion of Sense and Earth" (Grutle/Peersen) – 5:00
4. "Ruun" (Peersen) – 6:49
5. "Tides of Chaos" (Peersen) – 5:16
6. "Essence" (Peersen) – 6:18
7. "Api-Vat" (Peersen) – 6:57
8. "Heir to the Cosmic Seed" (Grutle/Peersen) – 4:55

## Medverkande
Enslaved
- Grutle Kjellson (eg. Kjetil Tvedte Grutle) – sång, basgitarr
- Ivar Bjørnson (Ivar Skontorp Peersen) – gitarr, ljudeffekter
- Ice Dale (Arve Isdal) – sologitarr
- Herbrand Larsen – keyboard, sång
- Cato Bekkevold – trummor, percussion

Produktion
- Enslaved – producent
- Johnny Skallberg – inspelning, ljudtekniker
- Herbrand Larsen – röstinspelning
- Ivar Skontorp Peersen – indpelning keyboard och ljudeffekter
- Mike Hartung – mixning
- Björn Engeman – mastering
- Asle Birkeland – omslagsdesign, foto
- Line Møllerhaug – foto
- Truls Espedal – omslagskonst